# Čortanovci-Tunnel
| \| \| \| Novi Sad \| \| \| \| \| Žeželjev most \| \| \| \| \| Petrovaradin \| \| \| \| \| Sremski Karlovci \| \| \| \| \| Karlovački vinogradi \| \| \| \| 59,159 \| Čortanovci-Viadukt (2900 m) \| Čortanovci-Viadukt (2900 m) \| \| \| 56,400 – 57,550 \| Čortanovci-Tunnel (1100 m) \| Čortanovci-Tunnel (1100 m) \| \| \| \| Čortanovci \| \| \| \| \| Beška \| \| \| \| \| Inđija \| \| \| \| \| Stara Pazova \| \| \| \| \| Nova Pazova \| \| \| \| \| Batajnica \| \| \| \| \| Zemun Polje \| \| \| \| \| Zemun \| \| \| \| \| Tunnel Bežanijska kosa (1921 m) \| \| \| \| \| Tošin bunar \| \| \| \| \| Novi Beograd \| \| \| \| \| Neue Belgrader Eisenbahnbrücke \| \| \| \| \| zum Bahnhof Beograd Centar \| \| |                 |                                 |                                 |
| Bahnhof |                 | Novi Sad                        | Novi Sad                        |
| Brücke über Wasserlauf |                 | Žeželjev most                   | Žeželjev most                   |
| Bahnhof |                 | Petrovaradin                    | Petrovaradin                    |
| Bahnhof |                 | Sremski Karlovci                | Sremski Karlovci                |
| Bahnhof |                 | Karlovački vinogradi            | Karlovački vinogradi            |
| Brücke über Wasserlauf | 59,159          | Čortanovci-Viadukt (2900 m)     | Čortanovci-Viadukt (2900 m)     |
| Tunnel | 56,400 – 57,550 | Čortanovci-Tunnel (1100 m)      | Čortanovci-Tunnel (1100 m)      |
| Bahnhof |                 | Čortanovci                      | Čortanovci                      |
| Bahnhof |                 | Beška                           | Beška                           |
| Bahnhof |                 | Inđija                          | Inđija                          |
| Bahnhof |                 | Stara Pazova                    | Stara Pazova                    |
| Bahnhof |                 | Nova Pazova                     | Nova Pazova                     |
| Bahnhof |                 | Batajnica                       | Batajnica                       |
| Bahnhof |                 | Zemun Polje                     | Zemun Polje                     |
| Bahnhof |                 | Zemun                           | Zemun                           |
| Tunnel |                 | Tunnel Bežanijska kosa (1921 m) | Tunnel Bežanijska kosa (1921 m) |
| Bahnhof |                 | Tošin bunar                     | Tošin bunar                     |
| Bahnhof |                 | Novi Beograd                    | Novi Beograd                    |
| Brücke über Wasserlauf |                 | Neue Belgrader Eisenbahnbrücke  | Neue Belgrader Eisenbahnbrücke  |
| Abzweig ehemals geradeaus und nach rechts |                 | zum Bahnhof Beograd Centar      | zum Bahnhof Beograd Centar      |

Der zweigleisige neue Čortanovci-Tunnel ist mit 1,1 km nach dem Bežanijska-kosa-Tunnel der längste auf der zukünftigen Schnellfahrstrecke Budapest–Belgrad.
Mit dem Durchschlag der zweiten Tunnelröhre am  5. Juni 2020 wurde die planmäßige Inbetriebnahme der jetzt auf 200 km/h ausgebauten Strecke Beograd–Novi Sad für den Herbst 2021 angekündigt. Zwischen Batajnica und Stara Pazova wird die Trasse zudem viergleisig ausgebaut, um hier Güter- und Personenverkehr zu trennen. Die Trasse erreicht in Čortanovci bei 148 m ü. NN den Scheitelpunkt der ganzen Relation zwischen Belgrad und Budapest. Die Strecke ist damit eine Tieflandbahn, deren größte Hindernisse die Flussüberquerungen der Donau und Save bilden sowie mit dem Bau der Schnellfahrstrecke die notwendig gewordene Durchtunnelung des syrmischen Lössplateaus und der Bau eines anschließenden Viadukts im Schwemmbereich der Donau.

## Geologie
Hinter Čortanovci quert der Čortanovci-Tunnel, der durch geologisch komplexe neogene, im Pliozän gebildete Tonsande, pleistozäne Ton-(Kalk-)sande und frühpleistozäne Lösse geführt wird, den östlichen Ausläufer der Fruška Gora. Dahinter breitet sich das sanft geneigte Syrmische Lössplateau aus, das im Folgenden bis Novi Belgrad landschaftlich dominiert.
Die anspruchsvollen Bauarbeiten bei Čortanovci werden von Ingenieuren der Russischen Eisenbahnen ausgeführt. Fachleute der DB sind zur Überwachung engagiert, dem niederländischen Rail-Consultant-Unternehmen Ricardo wird die Zertifizierung anvertraut. Während der Bauarbeiten ist die Hauptstrecke Belgrad–Novi Sad ab Ende 2018 für sechs Monate gesperrt. Alle Züge Richtung Novi Sad und Ungarn müssen dadurch über Pančevo–Orlovat–Novi Sad umgeleitet werden. Die Kosten für den Abschnitt Stara Pazova–Novi Sad sind mit 598 Millionen Dollar veranschlagt. Bei Vrbas soll die Neubaustrecke außerhalb der Stadt auf einem 1,6 Kilometer langen Viadukt geführt werden.

## Bau
Der geologisch anspruchsvollste Streckenabschnitt durch die Fruška Gora und entlang der Donau bei Sremski Karlovci wird durch die RŽD-International auf 200 km/h ausgebaut. Hierfür wurde der 1,1 Kilometer langer Čortanovci-Tunnel sowie ein 2,9 Kilometer langer Viadukt (103 Stützen; bis 28 Meter hoch) über Alluvialflächen im Donauschwemmland erforderlich. Nur auf dem Streckenabschnitt Stara Pazova–Novi Sad ist ein Ausbau auf 200 km/h vorgesehen. Alle weiteren Streckenabschnitte zwischen Belgrad und Subotica sind für Geschwindigkeiten bis 160 km/h vorgesehen. Der bisherige Streckenteil Novi Sad–Subotica wurde während der Baumaßnahmen vollständig gesperrt und eine Umleitung über Sombor eingerichtet.
Die Leitung der Arbeiten verantwortete der Direktor der RŽD-International Serbien und Vizedirektor der RŽD-International Mansurbek Sultanov. Die Tunnelarbeiten führt die russische Firma Мосметрострой aus.

## Kosten
Die Gesamtkosten des 40,4 km langen Streckenabschnitts Stara Pazova-Novi Sad bemessen sich auf 585,5 Millionen Dollar, davon entfallen 247,9 Millionen auf die offene Trasse und 337,6 Millionen auf Viadukt und Tunnel. Das Viadukt wird von 2500, insgesamt über 80 km langen Betonfundamenten getragen, die in den Überflutungsbereich am Donauufer in Schwemmboden gesetzt wurden. Das Viadukt verläuft unmittelbar parallel neben der Donau.